# Vražda Anny Janatkové

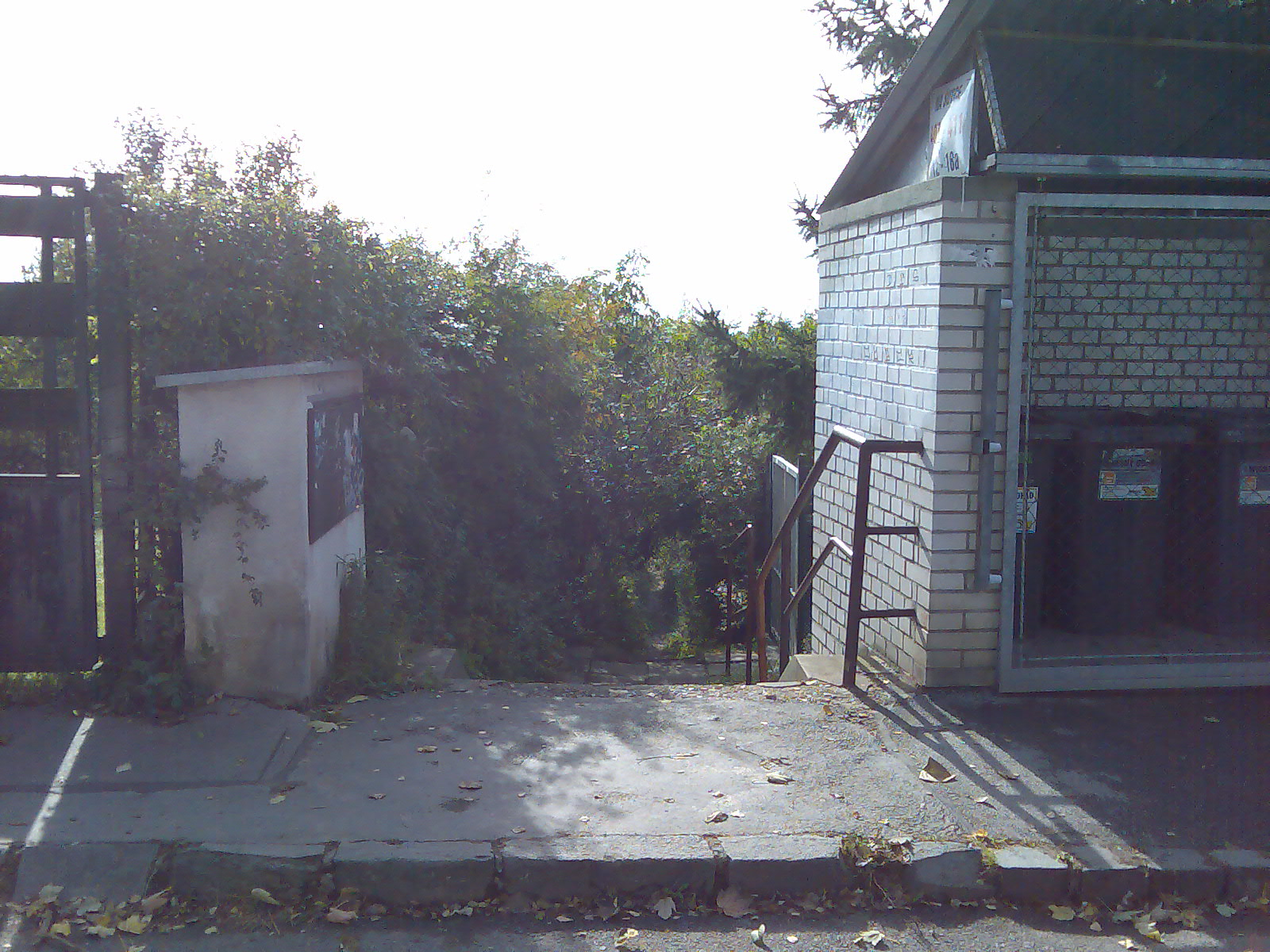
Ulice Pod Písečnou, kde byla dívka pravděpodobně naposledy spatřena

Anna Janatková (26. srpna 2001 Praha – 13. října 2010 Praha) byla česká dívka, žákyně Základní školy Na Šutce v Praze-Troji, která byla pohřešována svými rodiči od 13. října 2010 a jejíž zmizení vzbudilo u široké veřejnosti obrovskou vlnu zájmu. Byla s neobvyklou intenzitou a za neobvyklého zájmu médií hledaná českou policií, armádou, Interpolem, informace o její osobě byly předány i policejním ústřednám v zemích Schengenského prostoru. Její ostatky byly 16. března 2011 nalezeny zakopány v téže čtvrti, kde bydlela a kde byla podle vyšetřování naposledy viděna. V dubnu 2011 státní zastupitelství kauzu uzavřelo s tím, že vraždu má s vysokou pravděpodobností na svědomí podezřelý Otakar Tomek, který předtím ve vazbě spáchal sebevraždu. Dívka je pohřbena na hřbitově v pražských Ďáblicích.

## Zmizení
V odpoledních hodinách ve středu dne 13. října 2010 přišlo na Policii ČR hlášení o pohřešování devítileté Anny Janatkové. Ta se měla kolem třinácté hodiny odpolední toho dne rozloučit při cestě ze školy se svými spolužačkami v ulici Pod Písečnou v Praze-Troji. Domů už ale nedorazila, a tak její rodiče požádali policii o pomoc.

## Pátrání v oblasti
Týž den večer se o pátrání a pohřešování dozvěděla média a ta veřejnost informovala o ztracení dívky o výšce 120 cm, s blond vlasy, která byla oblečena do šedé zimní bundy, fialovo-černé šály (tzv. palestiny), tmavě modrých džínsů s červeno-bílým páskem, černých bot a na hlavě měla fialovou čepici s kšiltem. Policie začala prohledávat nejbližší okolí místa zmizení, především pak přilehlou zahrádkářskou kolonii, kde se podle informací médií zdržují bezdomovci a lidé závislí na drogách. Ještě týž den byla nedaleko místa zmizení policejním psem nalezena dívčina školní taška a láhev s pitím, obojí přikryté těžkou deskou, se kterou by dívka nedokázala pohnout.
Po uveřejnění její fotografie se na policii začaly v následujících dnech obracet stovky lidí s tím, že Annu viděly. Podněty od občanů byly prověřovány, zveřejněn však nebyl žádný případný úspěch. Ředitel Základní školy Na Šutce Zbyněk Drozda uvedl, že se nejedná o problémovou žákyni, a vyloučil možnost útěku z domova. Policie o den později od zmizení začala pracovat i s možností únosu dívky.
Ve čtvrtek 14. října 2010 byli do akce nasazeni i psovodi a policejní helikoptéra. Policisté nadále prohledávali okolí ulic Pod Písečnou a Trojská, avšak bez úspěchu. Případ si v souvislosti s nalezenými věcmi devítileté školačky převzala kriminální policie. Pomoci s případem přijeli policisté i psovodi ze Slovenska.
V sobotu 16. října 2010 se otec pohřešované Anny Miloš Janatka obrátil na TV Nova s tím, že skrze její zpravodajství nabídne případnému únosci 3,5 milionu korun, pokud dceru vrátí do poledne následujícího dne. Na výzvu však nikdo nereagoval a pan Janatka vyloučil, že by její případný únos jakkoliv souvisel s jeho podnikatelskými aktivitami.
Ve středu 20. října 2010 policie oznámila, že zadržela podezřelého z Annina únosu. Ten policii po výslechu navedl zpět do oblasti kolem Troji, kde příslušníci policie a armády znovu prohledávali zahrádkářskou kolonii i s větším množstvím lopat, vidlí a žebříků. Povolán byl opět psovod a také hasiči. Podezřelého, který měl podle policie kriminální minulost, kriminalisté vzali na místo zmizení, ani jeho svědectví však žádný úspěch nepřineslo.
V pátek 22. října 2010 se policii ozval mladý muž, který v blízkosti místa hledání nalezl plyšového medvídka, a kriminalisté hračku zařadili k důkazům.
O dva dny později, v neděli 24. října 2010, policie dále prohledávala oblast Troji a Kobylis a vyslechla bezdomovce, kteří se zdržují v zahrádkářské kolonii. Anna však ani k tomuto datu nebyla nalezena.
Dne 25. října 2010 policie našla v prohledávané oblasti klíče, avšak nepotvrdila ani nevyvrátila, že by měly jakkoli souviset s případem. Následně pak na případ uvalila informační embargo. Později média psala o tom, že klíče, které ležely z nalezených předmětů nejblíže později nalezeným ostatkům těla, údajně také patřily Aničce.
Státní podnik Povodí Vltavy snížil v oblasti hladinu řeky Vltavy, aby mohly být lépe prohledány její břehy. Pozvolné snižování hladiny začalo ve středu 8. prosince 2010 v podvečerních hodinách po skončení plavebního provozu a pokračovalo až do ranních hodin 9. prosince.

## Nález těla
Dne 16. března 2011 našla policie v Troji v zahrádkářské kolonii poblíž ulice Pod Havránkou, nedaleko dřívějšího nálezu klíčů, torzo těla se zbytky tkáně, které bylo identifikováno po prvotním ohledání, následné soudní pitvě a expertize téhož dne na základě shody vnějších znaků zbytků oblečení a vlasů jako ostatky zmizelé Aničky. K potvrzení byly ještě provedeny testy DNA. Pitva prokázala, že Anička Janatková byla zavražděna.
Tělo bylo nalezeno v místě, které již dříve bylo vícekrát prohledáváno, poprvé hned 13. října, tedy v první den hledání. Policejní prezident Petr Lessy v rozhovoru pro rádio Impuls uvedl: „Tělo bylo pod povrchem země v jakési nestandardní hloubce. Tehdy nebylo v silách speciálních psů toto místo označit, je to mimo jejich schopnosti. Nyní bylo ve velmi malém prostoru odkryto divokou zvěří.“ Tato blíže neurčená divoká zvěř podle policejní mluvčí ostatky vyhrabala díky teplému počasí, původně byly „poměrně hluboko pod zemí“. V den nálezu ostatků policie testovala novou „3D technologii“, která pomocí satelitního systému GPS sleduje pohyb policistů. Testování této technologie bylo důvodem, proč policisté znovu prohledávali již dříve prohledanou oblast, avšak s nálezem těla nemělo přímou souvislost. Jednou ze stop, která policii do této oblasti dovedla, bylo nalezení otisků podezřelého Otakara Tomka na pracovním nářadí u jednoho z rozestavěných domů v blízkosti.
Ve čtvrtek 24. března 2011 policie přiznala, že jáma označená policejní páskou, ke které lidé přinášeli svíčky a květiny, nebyla skutečným místem nálezu ostatků Aničky. Skutečné místo nálezu policisté zasypali, zahladili a neprozradili, a to z pietních i taktických důvodů. Policie tvrdí, že neví, kdo vykopal a označil falešnou jámu.

## Vyšetřování
Ve středu 20. října 2010 policie oznámila, že zadržela podezřelého z Annina únosu. V pátek 22. října 2010 oznámila, že se dle dalších informací podezřelý, recidivista v majetkové trestné činnosti, na místě činu nacházel. Policii k němu zavedla stopa DNA, která byla nalezena na školní brašně Aničky. Jednalo se o pot, kriminalisté však sdělili, že se podezřelý na místě činu ukájel. To nakonec potvrdilo i zveřejněné video z výslechu. Podezřelého policie obvinila ze zbavení osobní svobody, přesto se k činu nedoznal, i když podle detektoru lži měl pravděpodobně se zmizením Anny něco společného. Kromě DNA ale proti obviněnému nebylo dalších důkazů, a tak byl propuštěn s tím, že bude nadále vyšetřován na svobodě. V neděli 24. října 2010 policie oznámila, že obviněný Ota či Otakar T. (dle Aktuálně.cz Otakar Tomek) pocházel z Mostu a své družce tvrdil, že jezdí do Prahy za zaměstnáním. Policii přiznal, že na místě činu byl. Po propuštění však zmizel, nevrátil se ani pro své věci, které měl ve strojovně výtahu jednoho z panelových domů v Ďáblicích, kde přespával.
Po nálezu těla policie podezřelého 41letého Otakara Tomka znovu obvinila, tentokrát z vraždy, znásilnění, krádeže a též ze 17 dalších případů majetkové trestné činnosti v Praze a ve středních Čechách. Podezřelého zadržela mostecká kriminálka v hospodě v Luně v Mostě, kam chodil po práci, a poté jej převzal pražský policejní tým. Po zadržení odmítl vypovídat a odmítl zkoušku na detektoru lži (do té doby s policií spolupracoval).
Dne 21. března 2011 se v ranních hodinách v pankrácké věznici obviněný pokusil o sebevraždu oběšením. Poté byl ve vážném stavu převezen do Ústřední vojenské nemocnice v Praze; tam se však již neprobral z bezvědomí a dne 23. března 2011 zemřel. Trestní stíhání podezřelého tak bylo zastaveno, vyšetřování případu ale pokračovalo do 29. dubna 2011, kdy byl případ uzavřen úplně.

## Média, veřejnost, případné spojitosti
Případ ztracené Anny vzbudil v mediích a u široké veřejnosti obrovskou vlnu zájmu. O ztracené dívce informovala i média v zahraničí.
Na tomto případu se někteří lidé snažili i přiživit. Redaktor TV Nova podal trestní oznámení na muže, který založil falešné bankovní konto na podporu vyšetřování.
Nezávisle na tomto případu se pár dní po zmizení Anny objevily dva další případy pohřešovaných dětí. Dne 20. října 2010 policie vyhlásila pátrání po jedenáctileté Sandře Mihalovicsové ze Žižkova, kterou ale následující den nalezla u její kamarádky, a pátraní proto ukončila.
Podobně ani druhý případ neměl s Anniným zmizením nic společného. Tříletého chlapce z Hrádku nad Nisou, kterého pohřešovala matka od 21. října 2010, nalezli o den později utonulého v řece Nise.
Dne 25. října 2010 kontroverzní podnikatel Jiří Jehlička a jeho podobně kontroverzní společnost CERD ČR publikovali svůj záměr spustit od 17. listopadu 2010 na zahraničním serveru tzv. registr pedofilů, jehož činnost by byla v rozporu s českými a evropskými zákony. Ministr spravedlnosti ČR Jiří Pospíšil na to 29. října 2010 reagoval prohlášením, že na přípravě podobného registru pro vnitřní potřebu policie ministerstvo již delší dobu pracuje a že on sám se nebrání ani diskusím o tom, aby případy nejzávažnějších deviantů byly i zveřejňovány.
Dne 21. dubna 2011 zveřejnil server Novinky.cz videozáznam části policejního výslechu Otakara Tomka, pořízený 22. října 2010, devět dnů po zmizení Anny Janatkové. Policie České republiky pátrá po zdroji úniku.
V médiích se během vyšetřování případu objevily materiály z vyšetřovacího spisu, které publikoval server Aktuálně.cz. Zejména bulvární média také zveřejňovala informace o příbuzných Otakara Tomka, kteří s případem neměli nic společného. Tento způsob nakládání s citlivými údaji byl předmětem kritiky práce médií.